# Weltmeister E5
Weltmeister E5 – elektryczny samochód osobowy klasy średniej produkowany pod chińską marką Weltmeister w latach 2021–2022.

## Historia i opis modelu

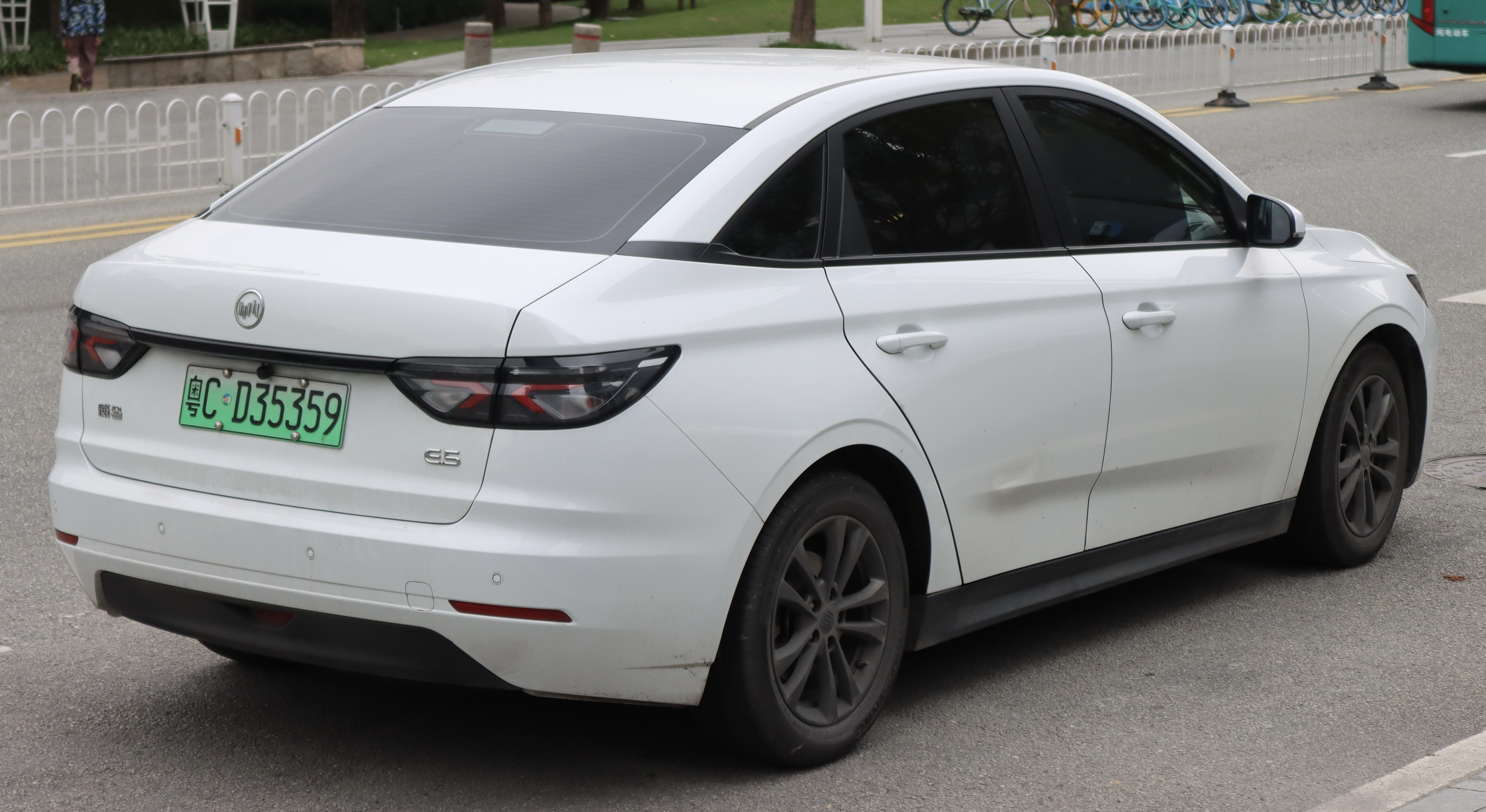
Weltmeister E5 - tył

W maju 2021 roku pojawiły się pierwsze informacje na temat czwartego produkcyjnego modelu chińskiego startupu Weltmeister, który dotychczas specjalizował się w wytwarzaniu SUV-ów o napędzie elektrycznym. Tym razem, model E5 przyjął postać klasycznego samochodu osobowego w postaci długiego na 4,7 metra, 4-drzwiowego sedana.
Pod kątem wizualnym Weltmeister E5 w obszernym zakresie odtworzył cechy wizualne wcześniejszych konstrukcji WM Motor, wyróżniając się agresywnie ukształtowanymi reflektorami, a także umieszczonym pomiędzy nim portem do ładowania z umieszczonym na nim firmowym logo.

### Sprzedaż
Debiut rynkowy Weltmeistera E5 odbył się pod koniec września 2021. Poza rodzimym rynkiem chińskim, pojazd miał być także elementem ekspansji startupu na rynkach eksportowych obejmujących Azję Wschodnią i Europę Zachodnią. Tych nie udało się jednak zrealizować, a produkcję zakończono zaledwie rok później, z końcem 2022 roku, z powodu pogłębiających się wówczas kłopotów finansowych producenta.

### Dane techniczne
Weltmeister E5 napędzany jest przez silnik elektryczny o mocy maksymalnej 163 KM, który umożliwia rozpędzenie się maksymalnie do 170 km/h. Na jednym ładowaniu litowo-jonowa bateria ma umożliwiać osiągnięcie maksymalnego zasięgu 700 kilometrów na jednym ładowaniu według normy pomiarowej NEDC.